# Templerkapelle (Metz)

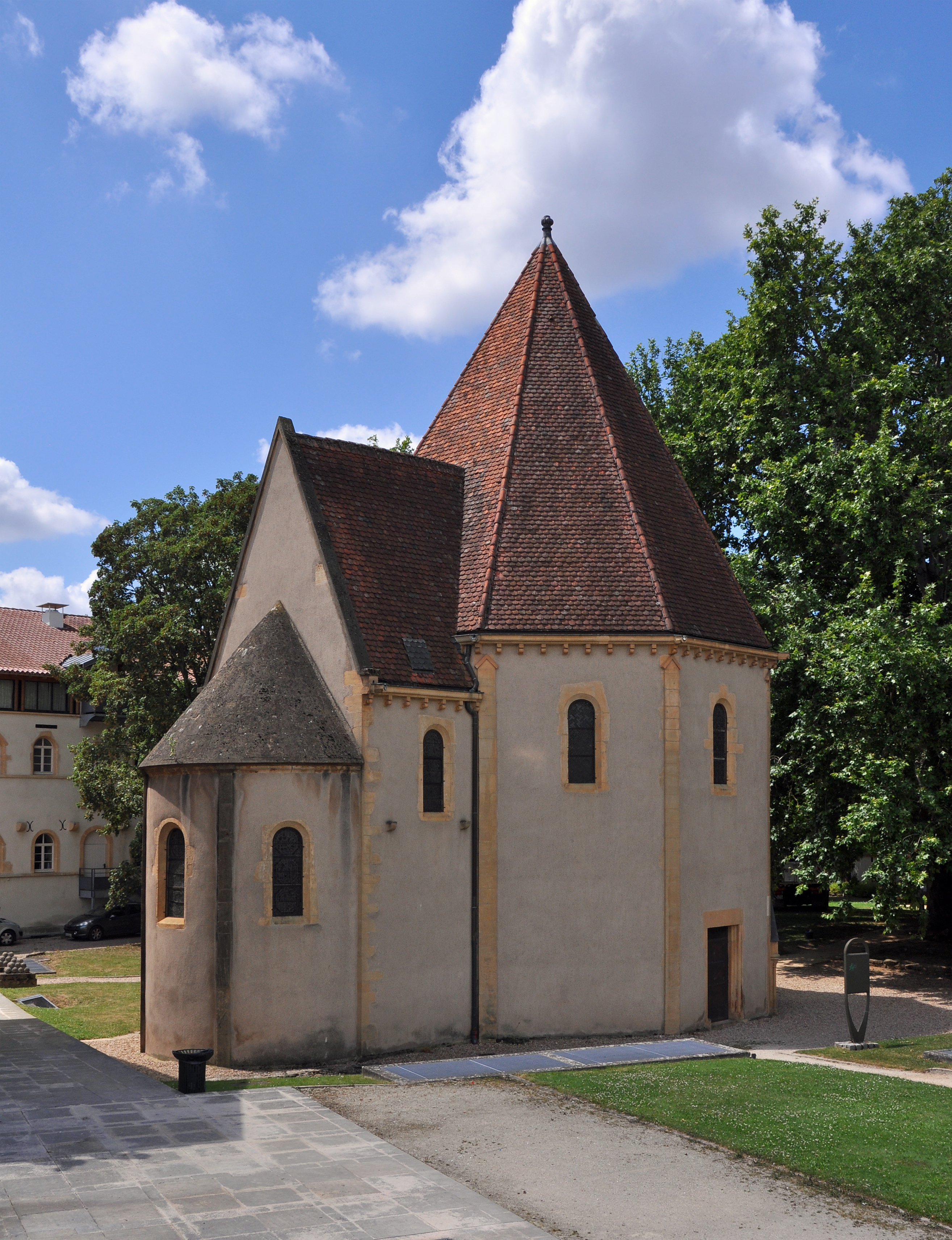
Templerkapelle in Metz

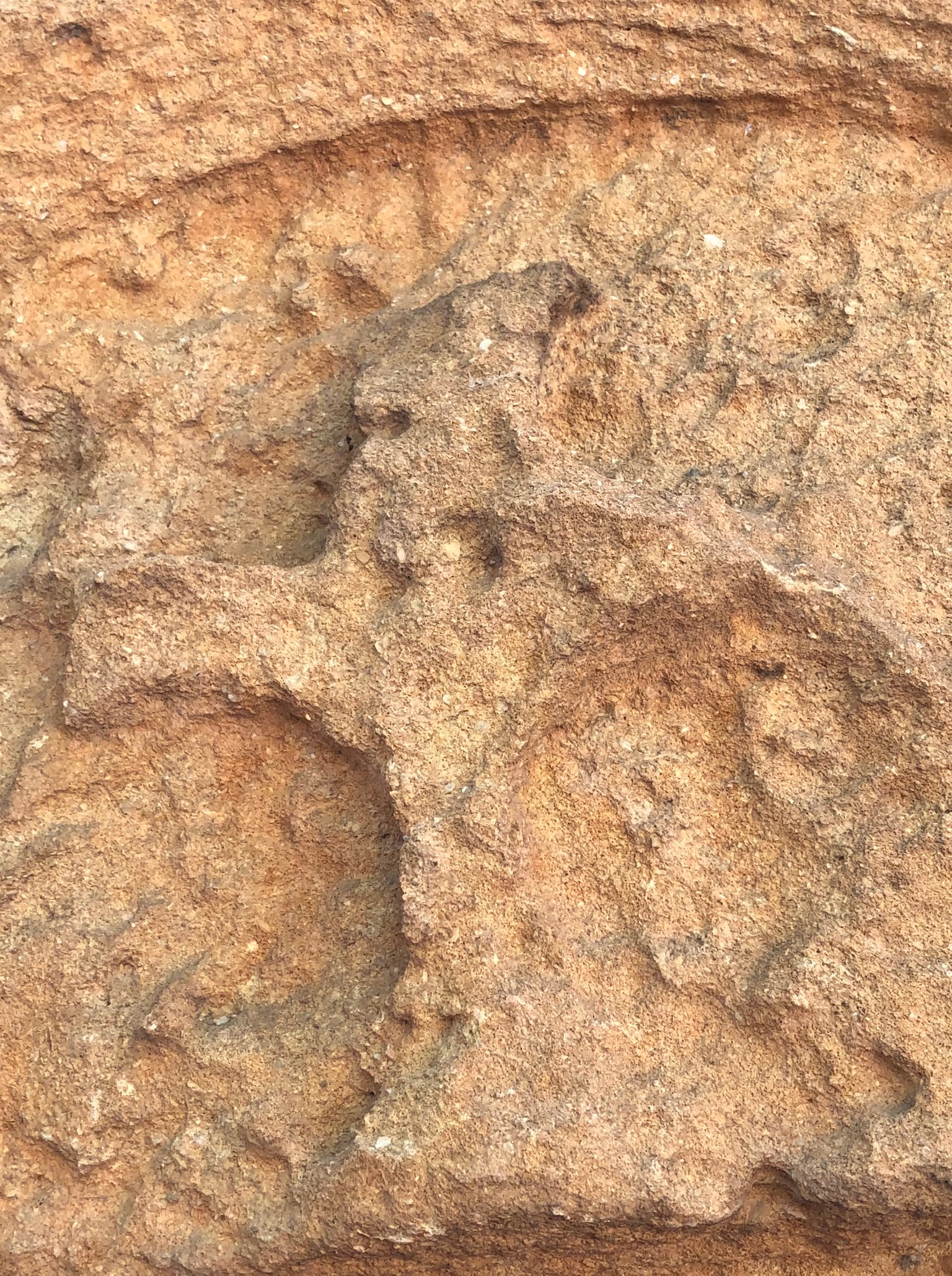
Templerkreuz über der Pforte

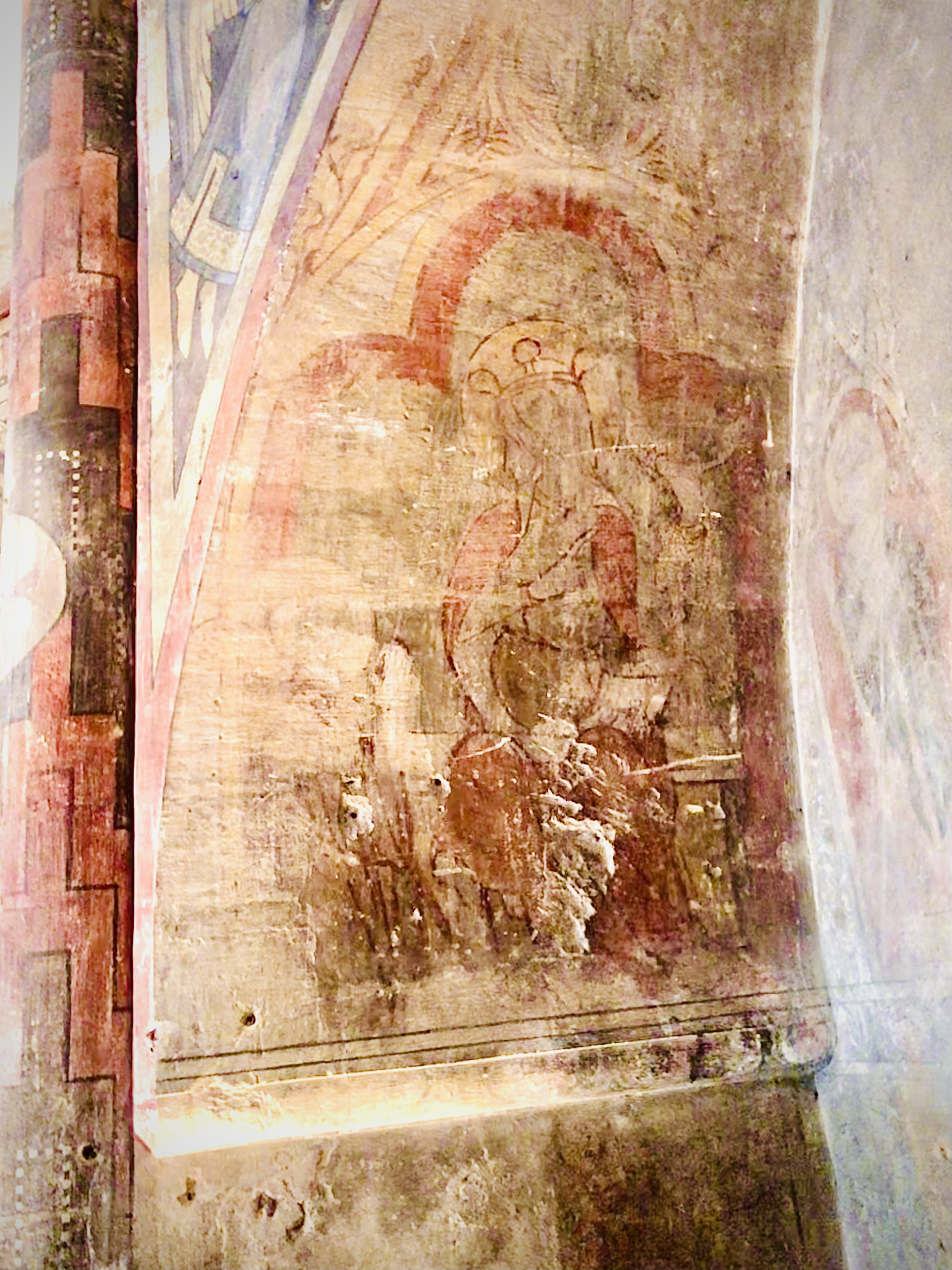
Maria im Fresko des 14. Jahrhunderts

Die Templerkapelle in Metz, Lothringen, ist eine in der zweiten Hälfte des 12. Jahrhunderts errichtete spätromanische Kapelle des Templerordens. Die Kapelle war ursprünglich Teil einer Kommende der Tempelritter und ist als einziger Teil dieser Anlage noch erhalten.

## Geschichte
Die Finanzierung der Anlage wurde durch Schenkungen ermöglicht. Die älteste bekannte stammt von den Brüdern Gerard und Guerin de Bosanville anlässlich ihrer Teilnahme am Zweiten Kreuzzug 1147. Bernhard von Clairvaux hatte auch in Metz zu diesem Kreuzzug aufgerufen.
Nach der Auflösung des Templerordens durch das Konzil von Vienne 1312 verschwand der Orden um 1319 auch in Metz. Das Vermögen der Metzer Komturei fiel an den Deutschritterorden oder den Orden der heiligen Elisabeth von Thüringen, ein weiterer Teil, einschließlich der Komturei-Gebäude, an den Orden St. Johannes vom Spital zu Jerusalem, der seinen Sitz in Metz in der Nähe der Grand Pont des Morts / Moyen-Pont hatte.
Die Gebäude der ehemaligen Kommende gingen spätestens in der Mitte des 16. Jahrhunderts unter, als in diesen Bereichen Festungsanlagen der Zitadelle Metz angelegt wurden. Das umliegende Gelände wurde in den folgenden Jahrhunderten militärisch genutzt, die Kapelle aber blieb erhalten. Zwar wurde sie bereits 1840 zum Monument historique erklärt und von Prosper Mérimée in die erste französische Denkmalliste eingetragen, sollte aber 1859 für den Bau eines Magazingebädes des Militärs abgerissen werden. Dem entging das Bauwerk knapp und 1863 begann seine Restaurierung. Als wieder Wasser in das Gebäude eindrang, wurde die Restaurierung 1875 fortgesetzt. Inzwischen hatte das deutsche Militär 1871 die Anlage übernommen und richtete in der Kapelle 1882 eine Telefonvermittlung oder eine Telegrafenstation ein. Erst 1957 übernahm die Stadt Metz das Bauwerk vom nun wieder französischen Militär.

## Bauwerk
Die Templerkapelle in Laon diente dem Bau als Vorbild, der ca. 1180–1200 errichtet wurde. Im Umfeld der Kommende organisierte sich eine Bauhütte. Hinter der Kapelle wurde ein 1861 ein Grabstein mit der Inschrift „…freires chapelens ki fut maistres des mazons dou tanple…“ (…die Vereinigung der Kapelle, die die Steinmetze des „Temple“ gegründet haben…) gefunden.
Der Hauptraum der Templerkapelle ist achteckig. Ihm angeschlossen ist nach Osten ein rechteckiger Altarraum, der mit einer nochmals vorgesetzten halbrunden Apsis abschließt. Im Tympanon über dem Eingang sind Reste des Templerkreuzes zu erkennen. Der Innenraum war bemalt. Reste der Originalfresken aus dem 14. Jahrhundert sind noch in einer kleinen Nische in der südlichen Wand des Oktagons erkennbar: Die Jungfrau Maria sitzt unter einem Kleeblattbogen. In der Hand hält sie ein Kruzifix, wobei sie mit dem Zeigefinger auf den Heiland deutet. Im Fresko daneben sind noch das Rad des Martyriums der heiligen Katharina und ein Heiliger mit Mitra und Bischofsstab erkennbar.
Die heute dominierende Ausmalung entstand zwischen 1910 und 1913 durch Friedrich Schwarting und Hermann Schaper. Aus dieser Zeit stammen auch die Kirchenfenster mit Episoden aus dem Leben Christi.